# Sông Dâmboviţa
Dâmbovița (phát âm tiếng Romania: [ˈdɨmbovit͡sa] ⓘ) là một con sông ở Romania. Sông này bắt nguồn từ dãy núi Făgăraș, trên Curmătura Oticu. Thượng lưu sông, phía trên hợp lưu với sông Boarcășu còn được gọi là sông Izvorul Oticului hay sông Oticu.
Sông này dài 286 km, chảy qua Bucharest và hội lưu với sông Argeș ở hạt Călărași gần Budești. Hạt Dâmbovița được đặt tên theo sông này.

## Các chi lưu
Tả ngạn: Valea Vladului, Berevoescu, Luțele Mari, Luțele Mici, Valea lui Aron, Valea Comisului, Valea Nemțoaicelor, Răchita, Valea lui Stanciu, Valea Turcilor, Tămașul, Valea Dragoslăvenilor, Valea lui Ivan, Valea Largă, Valea Seacă, Valea Speriatei, Valea Gruiului, Berila, Dâmbovicioara, Valea Orățiilor, Cheia, Ghimbav, Valea Luncii, Valea Caselor, Valea Hotarului, Olăneasca, Valea Runcului, Valea Jocii, Bădeni, Valea Grecului, Pârâul lui Coman, Valea Chiliilor, Valea Pleșei, Valea Măgurii, Valea Vlazilor, Valea Ulmului, Valea Largă, Râul Alb, Valea Satului, Ilfov, Colentina, Pasărea
Hữu ngạn: Boarcășu, Colții lui Andrei, Izvorul Foișorului, Valea Barbului, Izvorul Hotarului, Cuza, Pârâul Larg, Sântinica, Valea lui Aron, Bălțatul, Dracsin, Cascue, Râul Căciulelor, Valea Șaului, Clăbucet, Suta, Oncioaia, Valea Jugii, Valea Arșiței, Râuşorul, Frasinu, Stoeneasca, Valea Cheii, Muscel, Aninoasa, Grui